# آلن گویلان
آلن گویلان (انگلیسی: Allen Gavilanes؛ زادهٔ ۲۴ اوت ۱۹۹۹) بازیکن فوتبال اهل ایالات متحده آمریکا است.